# Verleumdung (Österreich)
Eine Verleumdung liegt im österreichischen Strafrecht dann vor, wenn jemand einen anderen dadurch der Gefahr einer behördlichen Verfolgung aussetzt, dass er ihn eines Offizialdelikts oder der Verletzung einer Amts- oder Standespflicht verdächtigt, wenn er weiß, dass die Verdächtigung falsch ist.
Die Verleumdung ist als strafbare Handlung gegen die Rechtspflege ein Offizialdelikt und in § 297 StGB geregelt. Es ist mit Freiheitsstrafe bis zu einem Jahr oder mit Geldstrafe bedroht. Wenn die angelastete Straftat mit einer ein Jahr übersteigenden Freiheitsstrafe bedroht ist, erhöht sich der Strafrahmen für die Verleumdung auf fünf Jahre.